# Kättbosjön
Kättbosjön är en sjö i Mora kommun i Dalarna och ingår i Dalälvens huvudavrinningsområde. Sjön har en area på 7,87 kvadratkilometer och ligger 278,1 meter över havet.
Sjön har ett kort utlopp till sjöarna Kvåden och Örklingen till Vanån. Vid Kättbosjön ligger byn Kättbo.

## Delavrinningsområde
Kättbosjön ingår i delavrinningsområde (674766-141353) som SMHI kallar för Utloppet av Kättbosjön. Medelhöjden är 296 meter över havet och ytan är 27,45 kvadratkilometer. Räknas de 4 avrinningsområdena uppströms in blir den ackumulerade arean 70,11 kvadratkilometer. Vattendraget som avvattnar avrinningsområdet har biflödesordning 5, vilket innebär att vattnet flödar genom totalt 5 vattendrag innan det når havet efter 362 kilometer. Avrinningsområdet består mestadels av skog (52 procent). Avrinningsområdet har 7,84 kvadratkilometer vattenytor vilket ger det en sjöprocent på 28,5 procent. Bebyggelsen i området täcker en yta av 0,41 kvadratkilometer eller 1 procent av avrinningsområdet.